# 諾托澤羅湖
諾托澤羅湖是俄羅斯的大型淡水湖，位於摩爾曼斯克州內的科拉半島西北部，屬於巴倫支海流域，面積78.9平方公里，蓄水量11.5立方公里，平均水深15米，集水區面積17.1平方公里，湖水主要來自溶雪和雨水。